# Peter Graves
Peter Graves (Minneapolis,  Minnesota, 18. ožujka 1926. -  Los Angeles,  Kalifornija, 14. ožujka 2010.), američki glumac, poznat je po ulozi agenta u seriji "Mission: Impossible".

## Životopis
U svojoj mladosti, Graves je bio talentiran športaš i saksofonist. U dobi od 16 godina je radio kao spiker na WMIN radio stanici u Minneapolisu.

## Filmografija

### Igrani filmovi
- 1951.: Fort Defiance
- 1952.: Red Planet Mars
- 1953.: Stalag 17
- 1953.: War Paint
- 1953.: East of Sumatra
- 1953.: Beneath the 12-Mile Reef
- 1954.: The Yellow Tomahawk
- 1954.: The Raid
- 1954.: Black Tuesday
- 1955.: The Long Gray Line
- 1955.: Robbers' Roost
- 1955.: Wichita
- 1955.: The Night of the Hunter
- 1955.: The Naked Street
- 1955.: The Court-Martial of Billy Mitchell
- 1955.: Fort Yuma
- 1956.: Hold Back the Night
- 1956.: Canyon River
- 1957.: Death in Small Doses
- 1958.: Wolf Larsen
- 1959.: A Stranger in My Arms
- 1963.: Sergeant Ryker
- 1965.: A Rage to Live
- 1966.: Texas Across the River
- 1967.: The Ballad of Josie
- 1967.: Valley of Mystery
- 1969.: Un esercito die cinque uomini
- 1973.: Call to Danger
- 1974.: The Underground Man
- 1977.: SST: Death Flight
- 1978.: Missile X
- 1979.: Survival Run
- 1979.: Clonus Horror
- 1979.: Death Car on the Freeway
- 1980.: Airplane!
- 1982.: Savannah Smiles
- 1982.: Airplane II: The Sequel
- 1984.: Mad Mission 3 - (Zuijia paidang zhi nuhuang miling)
- 1987.: Number One with a Bullet
- 1987.: If It's Tuesday, It Still Must Be Belgium
- 1993.: Addams Family Values
- 2002.: Ljudi u crnom 2

### Serije
- 1955. – 1960.: Fury, 116 epizoda
- 1961.: Whiplash, 34 epizoda
- 1965. – 1966.: Court Martial, 23 epizoda
- 1967. – 1973.: Mission: Impossible, 143 epizoda
- 1983.: Winds of War, 7 epizoda
- 1988. – 1990.: Mission: Impossible, 35 epizoda
- 1997. – 2007.: 7th Heaven, 11 epizoda